# Colt Police Positive Special
O Colt Police Positive Special, introduzido em 1908, o  é um revólver de ação dupla (DA) usando corpo padrão "D-frame" de pequeno porte, com um cilindro de seis tiros, com câmaras projetadas para o .38 Special. O Police Positive Special foi projetado principalmente para venda às agências policiais e goza da distinção de ser o projeto de revólver mais amplamente produzido pela Colt, com mais de 750.000 unidades fabricadas.

## Galeria

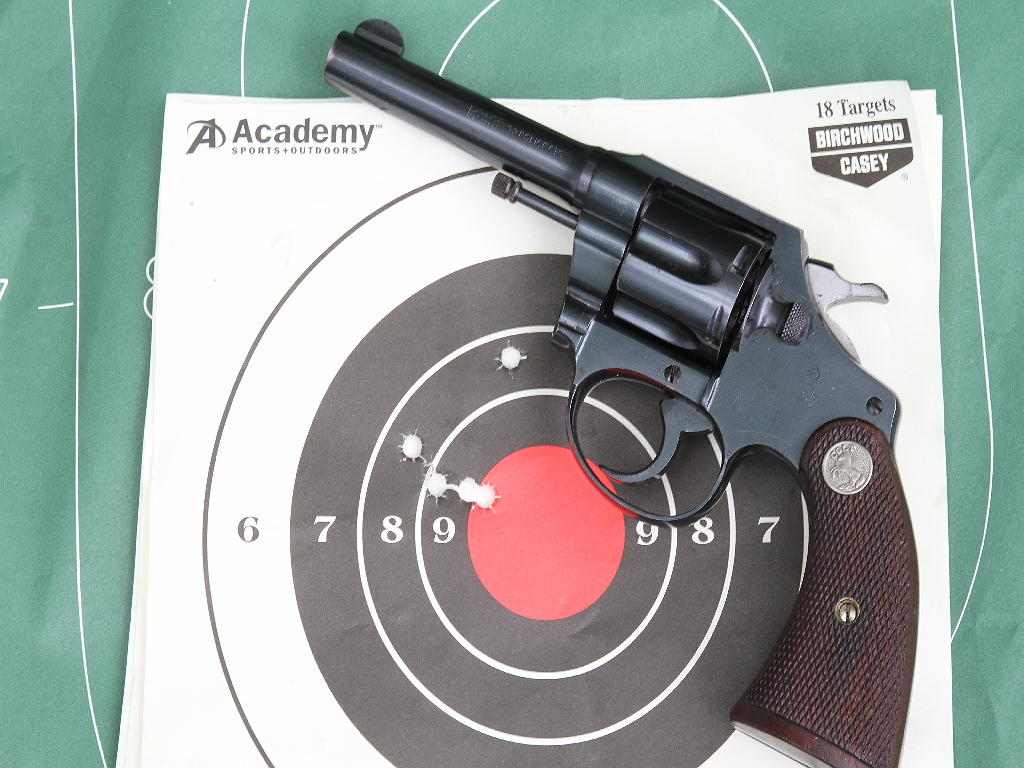
Grupamento de 1,3 polegadas (33,0 milímetros) a 25 jardas (22,9 metros) obtido com um Colt Police Positive Special de 1938
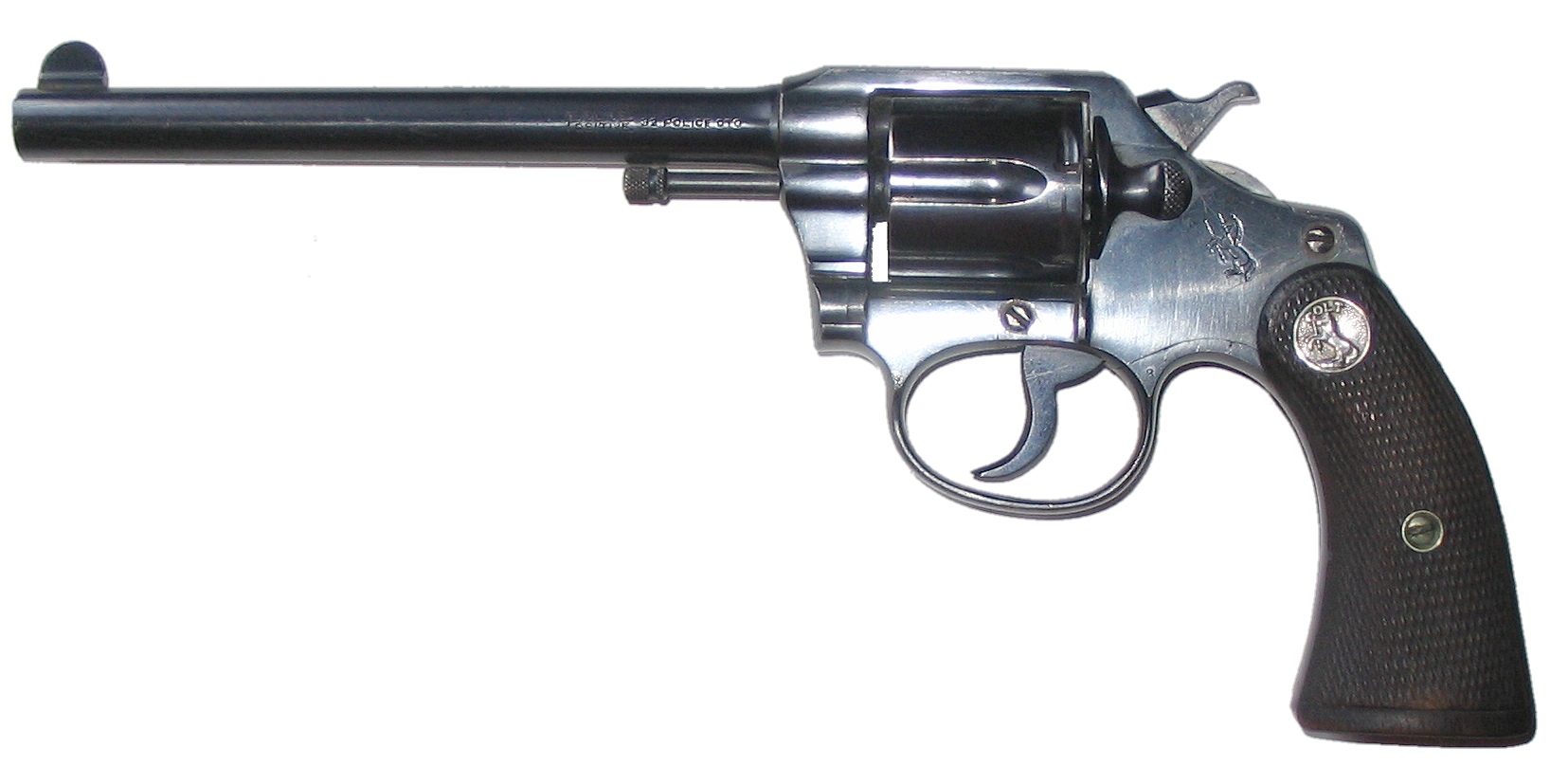
Um Colt Police Positive Special (.32 Smith and Wesson Long) e cano de 6 polegadas (152 milímetros)
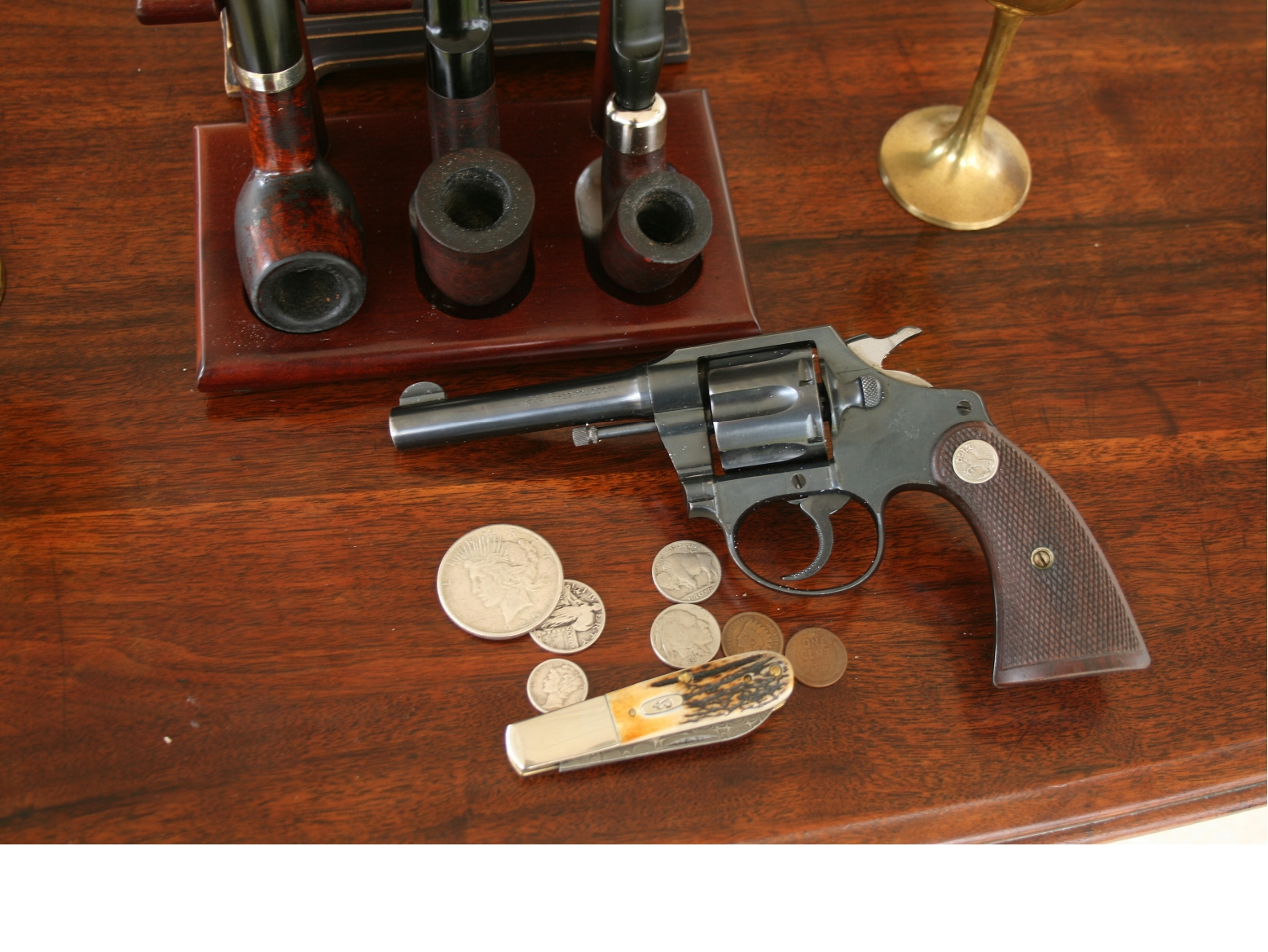
Um Colt Police Positive Special .32 S&W Long/.32 Colt New Police fabricado em 1938
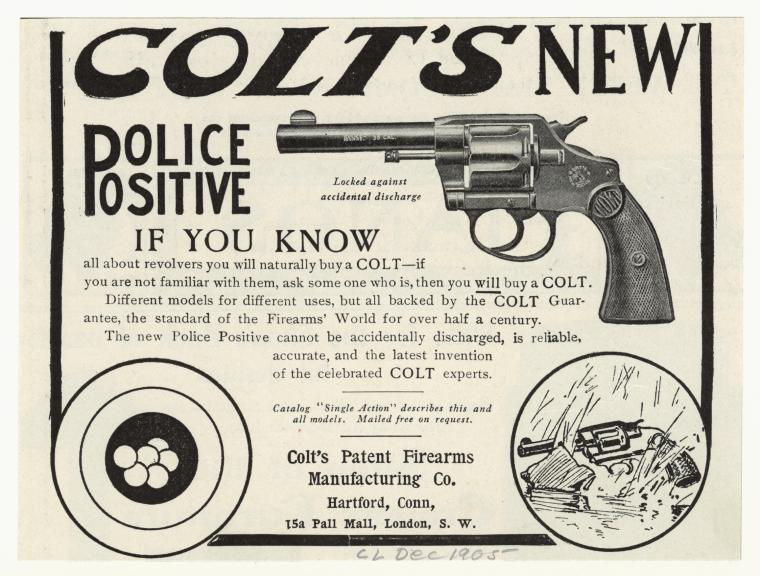
Anúncio do Colt Police Positive Special de dezembro de 1905

## Fitz Special

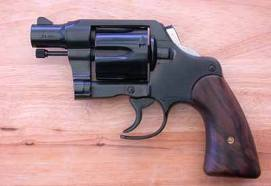
⠀⠀⠀⠀⠀⠀

O conceito de revólver de cano curto surgiu pela primeira vez com John Henry Fitzgerald em meados da década de 1920 e ele implementou esse conceito com o seu Fitz Special, quando modificou um revólver Colt Police Positive Special, cujo comprimento mais curto de cano disponível era de 4 polegadas (102 milímetros).